# Estación Ingeniero Barriga
Ingeniero Barriga fue una estación del ferrocarril ubicada en las proximidades de Totoralillo comuna de Los Vilos, en la región de Coquimbo de Chile. Fue parte del ramal entre Estación Longotoma y la Estación Los Vilos, siendo posteriormente parte del trayecto costa del longitudinal norte.

## Historia
La estación es parte del sistema ferroviario del Longitudinal Norte, en particular a la extensión del trayecto costero que fue inaugurado en agosto de 1943 y que conectó a las estaciones de Longotoma con la estación de Los Vilos. Esta estación funcionó con normalidad hasta mediados de la década de 1960.
Mediante decreto del 25 de noviembre de 1966 la estación fue suprimida, quedando solamente como un paradero sin personal.
Actualmente la estación se halla cerrada, el edificio principal y la bodega se encuentra en buen estado, el edificio se halla en terreno privado.